# Армия особого назначения-1

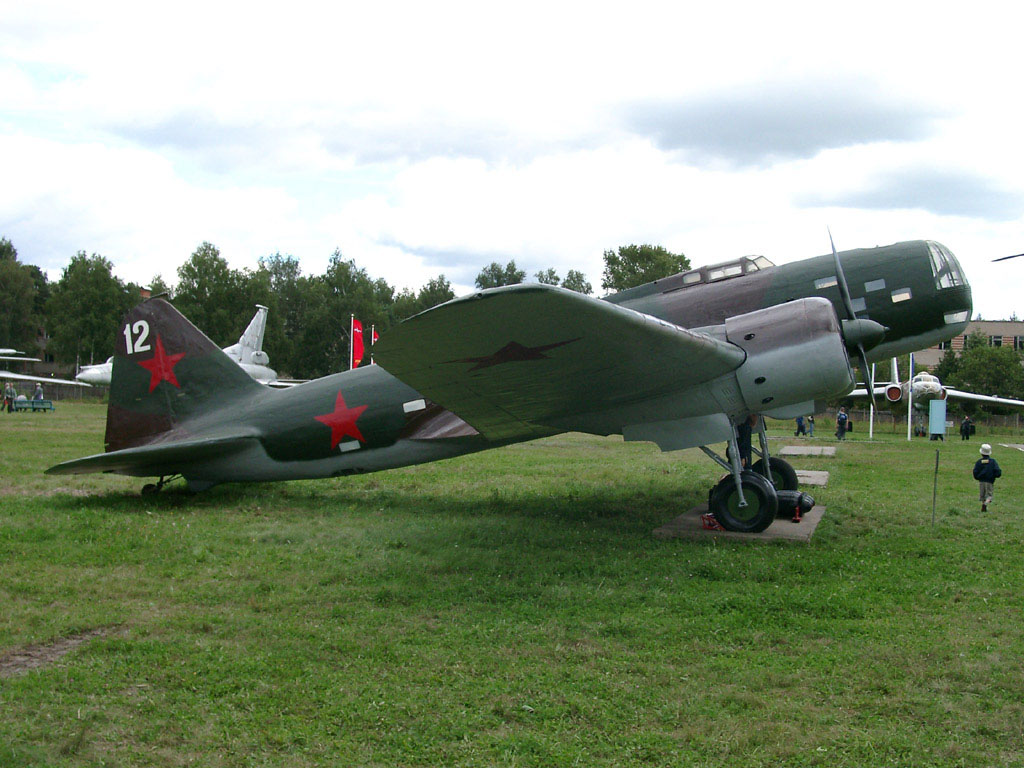
ДБ-3 в музее ВВС.

Армия особого назначения — 1 (АОН-1, 1-я авиационная армия резерва главного командования (1ААРГК)) — оперативно-стратегическое объединение (Авиационная армия) авиации РККА Вооружённых Сил СССР.
Сформирована 8 января 1936 года на основе авиационных бригад тяжёлых бомбардировщиков, дислоцировавшихся в европейской части СССР.

## История
Количественный рост сил ВВС РККА позволил создать более крупные соединения, нежели бригады. В 1933 году бригады тяжёлых бомбардировщиков стали сводить в корпуса, по три бригады в каждом. В 1935 году таких корпусов имелось пять. С декабря 1935 г. началось формирование Авиагруппы, в которую намеревались включить три тяжёлобомбардировочных и три скоростных бомбардировочных бригады. Чуть позже эту группу превратили в Армию.
8 января 1936 года по приказу НКО СССР № 001, была сформирована 1-я авиационная армия резерва главного командования (РГК) (Армия особого назначения — 1) — первое в мире крупное объединение стратегического назначения, для решения оперативных и стратегических задач авиацией РККА, проведения самостоятельных воздушных операции, оперативной и тактической подготовки разных родов авиации РККА. Позже Главный военный совет РККА установил штат, для всех АОН, предусматривающий для всех АОН наличие двух тяжёлобомбардировочных, одной скоростной бомбардировочной и одной истребительной бригады. Позже в АОН-1 включили дальнебомбардировочные эскадрильи на ДБ-3. Всего армия располагала 250—260 самолётами.

В три часа утра тридцатого ноября на авиабазах Первой авиационной армии Резерва Главного Командования в Монино, Калинине и Иваново заревели авиамоторы.
А через час тяжело груженые ТБ, ДБ и СБ один за другим стали отрываться от бетонных полос, медленно набирая высоту и вставая в круг над аэродромом в ожидании своих товарищей.
На полетных картах у каждого экипажа были указаны конкретные цели. Которые во время митинга они торжественно поклялись уничтожить. И которые теперь будут бомбить каждый день! До тех пор пока не уничтожат! То есть, пока их уничтожение не подтвердит фотоконтроль и доклады наземных войск.
Подвергать бомбардировке населенные пункты, было категорически запрещено. Экипажи, нарушившие приказ, в полном составе, включая воздушных стрелков и мотористов, ждал трибунал. Со всеми вытекающими последствиями.
Собравшись вдоль линейного ориентира — железной дороги Москва — Ленинград, как они не раз это делали в ходе подготовки к первомайским парадам, полки двинулись на север. Истребительное прикрытие (три полка пятьдесят девятой истребительной авиабригады) должно было присоединиться к ним под Ленинградом.
Огромную колонну из трех с лишним сотен машин возглавлял командующий армией будущий Герой Советского Союза комдив Тхор со своим флагштурманом Героем Советского Союза комбригом Данилиным. И его помощниками, которые должны были поддерживать связь со всеми соединениями и строго следить за прохождением контрольных точек.

Комдив вел самолёт так плавно, что стрелки приборов застыли на циферблатах как приклеенные. Под крылом проплывали заснеженные леса и поля.— ЗИМНЯЯ ВОЙНА /«ПРИНИМАЙ НАС СУОМИ-КРАСАВИЦА»/ 3. БЕЙТЕ С НЕБА, САМОЛЕТЫ… Ленинградский фронт, конец ноября 1939 г.

### Состав, организация, дислокация
АОН-1 состояла из:
- управления;
- четырёх тяжелобомбардировочных бригад;
- трёх скоростных бомбардировочных бригад;
- частей обеспечения;

В составе АОН-1 было 876 самолётов. В последующем бригады были объединены в три корпуса. АОН-1 дислоцировалась в Монино, Калинине, Воронеже.
На 20 октября 1939 года АОН-1 насчитывала 5141 человек в составе:
- Управление АОН-1, Монино (штат 2/824-А, Командование, Штаб, Политотдел, Отдел командно-начальствующего состава, Инспекции вооружения, Материально-технический отдел)
  - 27-я авиационная бригада (аэродром Монино)
    - Управление бригады (штат 15/865-А, численность 39 человек)
    - 21-й дальнебомбардировочный авиационный полк (21 дбап)
      - Управление полка (штат 15/828-Б, численность 40 человек)
      - 5 эскадрилий (штат 15/807-Б, численность 570 человек)

    - 53-й дальнебомбардировочный авиационный полк (53 дбап)
      - Управление полка (штат 15/828-Б, численность 40 человек)
      - 5 эскадрилий (штат 15/807-Б, численность 570 человек)

  - 9 авиабаза (штат 15/821-Б, численность 1001 человек, аэродром Монино)
  - Школа младших авиационных специалистов (штат 20/970-А, численность 346 человек)
  - 13-я авиационная бригада (Иваново, Мигалово, управление бригады (штат 15/865-А, численность 39 человек):
    - 41-й скоростной бомбардировочный авиационный полк (Управление полка (штат 15/828-Б, численность 40 человек) и 5 эскадрилий (штат 15/807-В, численность 570 человек), Мигалово)

  - 24 авиабаза (штат 15/819-А, численность 571 человек, Мигалово)
    - 6-й дальнебомбардировочный авиационный полк (управление полка (штат 15/828-Б, численность 40 человек) и 5 эскадрилий (штат 15/807-Б, численность 570 человек), резервная эскадрилья (штат 15/806-Д, численность 78 человек), химический взвод (штат 15/893, численность 40 человек), Иваново)

  - 12 авиабаза (штат 15/819-А, численность 571 человек), Иваново)
  - 11 стационарная кислородная станция (штат 29/970, численность 16 человек)

## Боевой путь
Весной 1940 года управление армий особого назначения расформировали, входившие в них соединения влили в ВВС округов, по месту постоянной дислокации. В июле того же года бригады заменили авиадивизиями, имевшими от двух до шести полков. Дивизии были однородными (истребительными, бомбардировочными) и смешанными. В некоторых источниках указана дата и причина, 5 ноября 1940 года, вскоре после войны Финляндией, АОН-1 была упразднена как не оправдавшие себя в боевой обстановке.
Три армии особого назначения (АОН-1, АОН-2, АОН-3) были преобразованы в дальнебомбардировочную авиацию Главного командования Красной Армии.

## Подчинение
Подчинялись АОН-1 непосредственно Главному Командованию.

## Командный состав

### КомандующиеАОН-1
- комкор В. В. Хрипин, с 1936 года;
- комдив B.C. Хользунов, с мая 1937 года;
- комбриг Е. М. Белецкий, с декабря 1939 года[6].

### Члены военного совета
- корпусной комиссар И. М. Гринберг

## Состав
Вначале штатная структура и состав АОН были неодинаковыми.
В апреле 1937 года была установлена единая организация для всех АОН, которая включала:
- две тяжелобомбардировочные авиационные бригады
- одна легкобомбардировочная авиационная бригада
- одна истребительная авиационная бригада.

## Герои Советского Союза в составе армии
- Беляков, Александр Васильевич, военинженер 1-го ранга, флаг-штурман соединения.